# Parobages strandi
Parobages strandi là một loài bọ cánh cứng trong họ Cerambycidae.